# Ujjayi
Ujjayi (उज्जायी ujjāyī f. „die Siegreiche“), auch Ujjayi-Atmung ist eine Atemtechnik (Pranayama), die im Yoga angewandt wird. Sie wird häufig beim Ausüben der Asanas (= Körperübungen) benutzt. Sie stellt sicher, dass tiefer und bewusster geatmet wird und fördert die Atemkontrolle. Ujjayi wird  auch als reine Atemübung und als Meditationstechnik verwendet, wobei man sich auf das in der Kehle entstehende Geräusch konzentriert.
Bei der Ujjayi-Atmung zieht man die Luftröhre etwas zusammen, so dass die durchströmende Luft ein gehauchtes Geräusch erzeugt. Die Verengung kann so gelernt werden, dass man zuerst mit offenem Mund bei der Ein- und Ausatmung mehrmals laut „Haaa“ haucht und dann den Mund schließt, aber die Verengung der Luftröhre beibehält.